# Valea Scheilor
Valea Scheilor – wieś w Rumunii, w okręgu Prahova, w gminie Călugăreni. W 2011 roku liczyła 179 mieszkańców.